# Freyung (Wien)

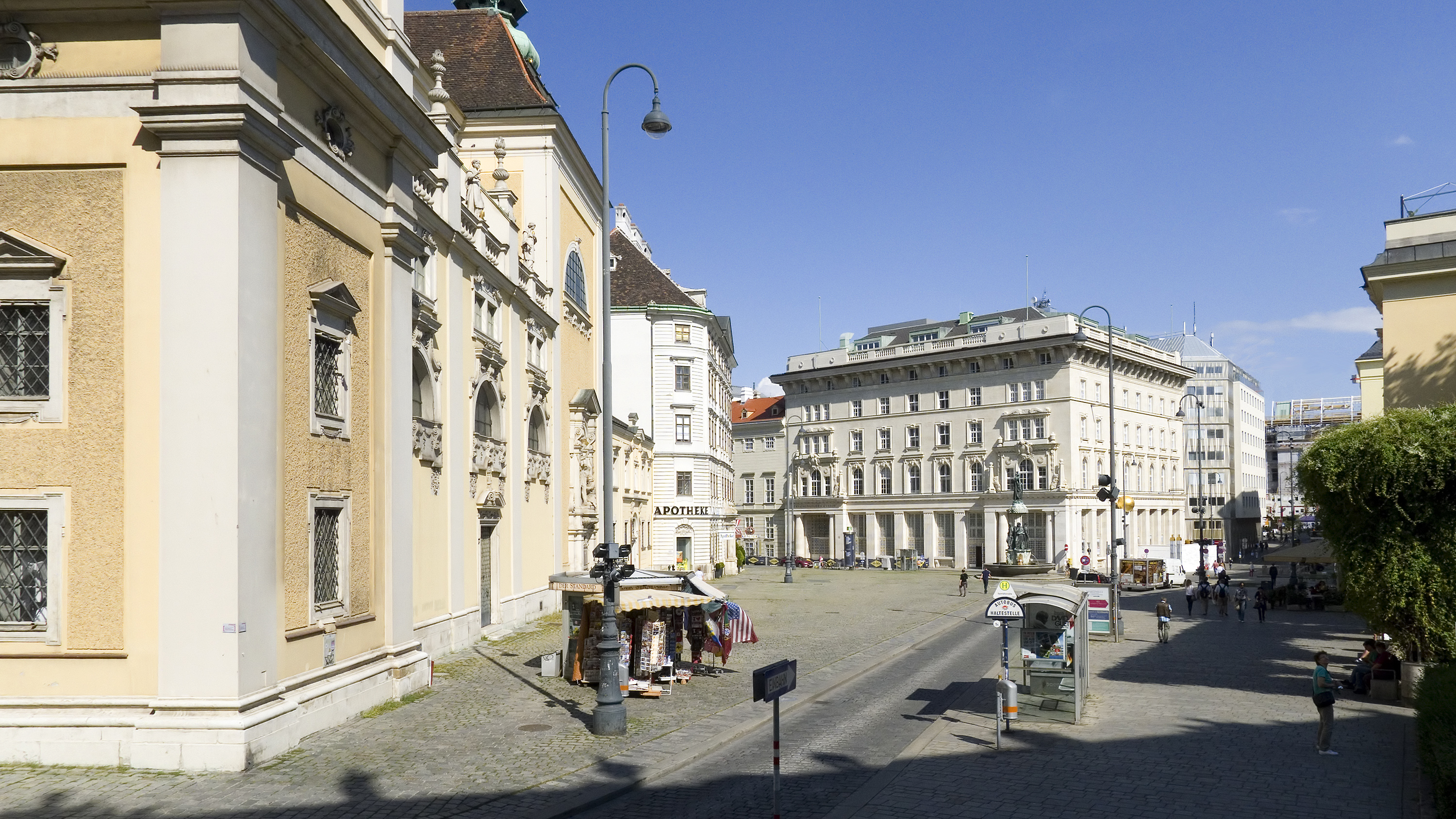
Die Freyung

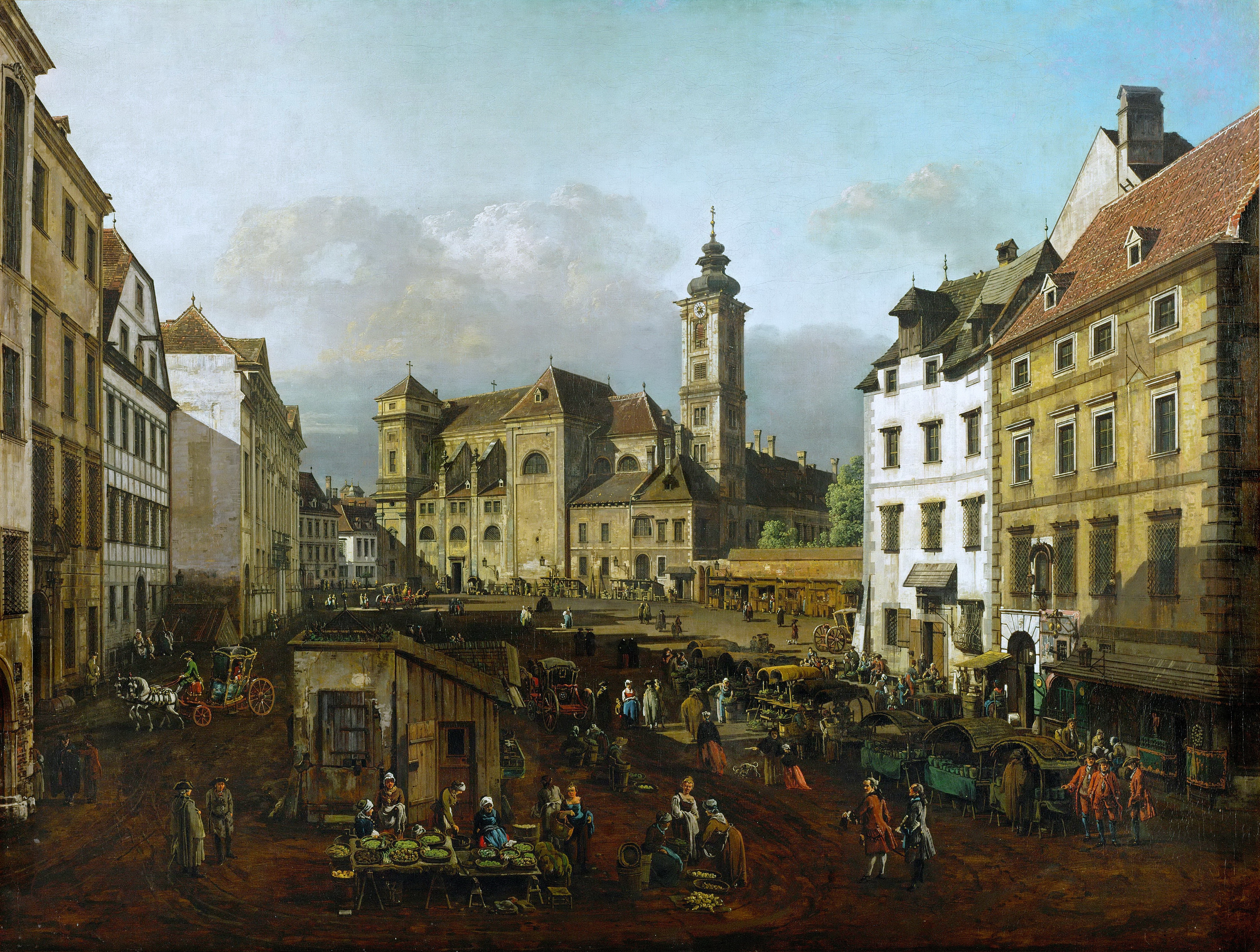
Bernardo Bellotto: Die Freyung in Wien, Ansicht von Südosten, 1759–1760, Kunsthistorisches Museum, Wien

Die Freyung ist einer der größten und bekanntesten Plätze in der Wiener Altstadt. Sie befindet sich zwischen dem Platz Am Hof und dem Schottenstift im 1. Wiener Gemeindebezirk, der Inneren Stadt.
Der Name des Platzes entstand erst später. Ursprünglich hieß er Gegend bei den Schotten. Diese Bezeichnung spielte auf das Kloster an, das 1158 von irischen Mönchen (Iroschottische Mission) erbaut wurde, die unter Herzog Heinrich Jasomirgott nach Wien geholt wurden. Das Schottenkloster gewährte Befreiung von der städtischen Gerichtsbarkeit, daher kommt wahrscheinlich das Wort Freyung. Eine andere Erklärung könnte die ursprüngliche Bedeutung des Wortes Freyung sein: Friedhof („Freithof“, also umfriedeter [Kirchen-]Hof, der unter anderem zur Bestattung diente, aber auch als Marktplatz und Gerichtsplatz fungierte). Seit 1710 ist der Name Freyung für den ganzen Platz geläufig.
Das Schottenstift bzw. die Schottenkirche prägt bis heute den Platz. Des Weiteren säumen mehrere Stadtpalais sowie auf Nr. 8 das Gebäude der ehemaligen Creditanstalt für Handel und Gewerbe, in dem sich heute das Bank Austria Kunstforum sowie seit August 2012 auch der Verfassungsgerichtshof befinden, die Freyung. Nahe der von der Freyung nordostwärts abzweigenden Renngasse befindet sich der von Ludwig Schwanthaler entworfene, 1846 errichtete Austriabrunnen. Der Pan-Garten, eine zwischen den Palais Harrach (Nr. 3) und Kinsky (Nr. 4) gelegene kleine Parkanlage von 390 m², wurde 2005 nach dem Dachverband aller österreichisch-ausländischen Gesellschaften PaN (Partner aller Nationen) benannt. Ein Teil der originalen mittelalterlichen Pflasterung wurde nach Ausgrabungen beim Bau einer Tiefgarage im modernen Gehsteig vor dem Palais Harrach verlegt.
Die Freyung ist vor allem bekannt für ihre Märkte, insbesondere für den Ostermarkt und den Altwiener Christkindlmarkt.
Früher befand sich hier zwischen den heutigen Gebäuden Freyung 7 und 8 das Hotel mit Konzertsaal Zum römischen Kaiser (Freyung Nr. 145, heute Renngasse 1), in dem Beethoven mehrere seiner Werke zur Aufführung brachte, darunter 1814 sein Klaviertrio B-Dur op. 97.

## Stadtpalais
(jeweils mit Baujahr und Adresse)
- Palais Hardegg (1847, Freyung 1)

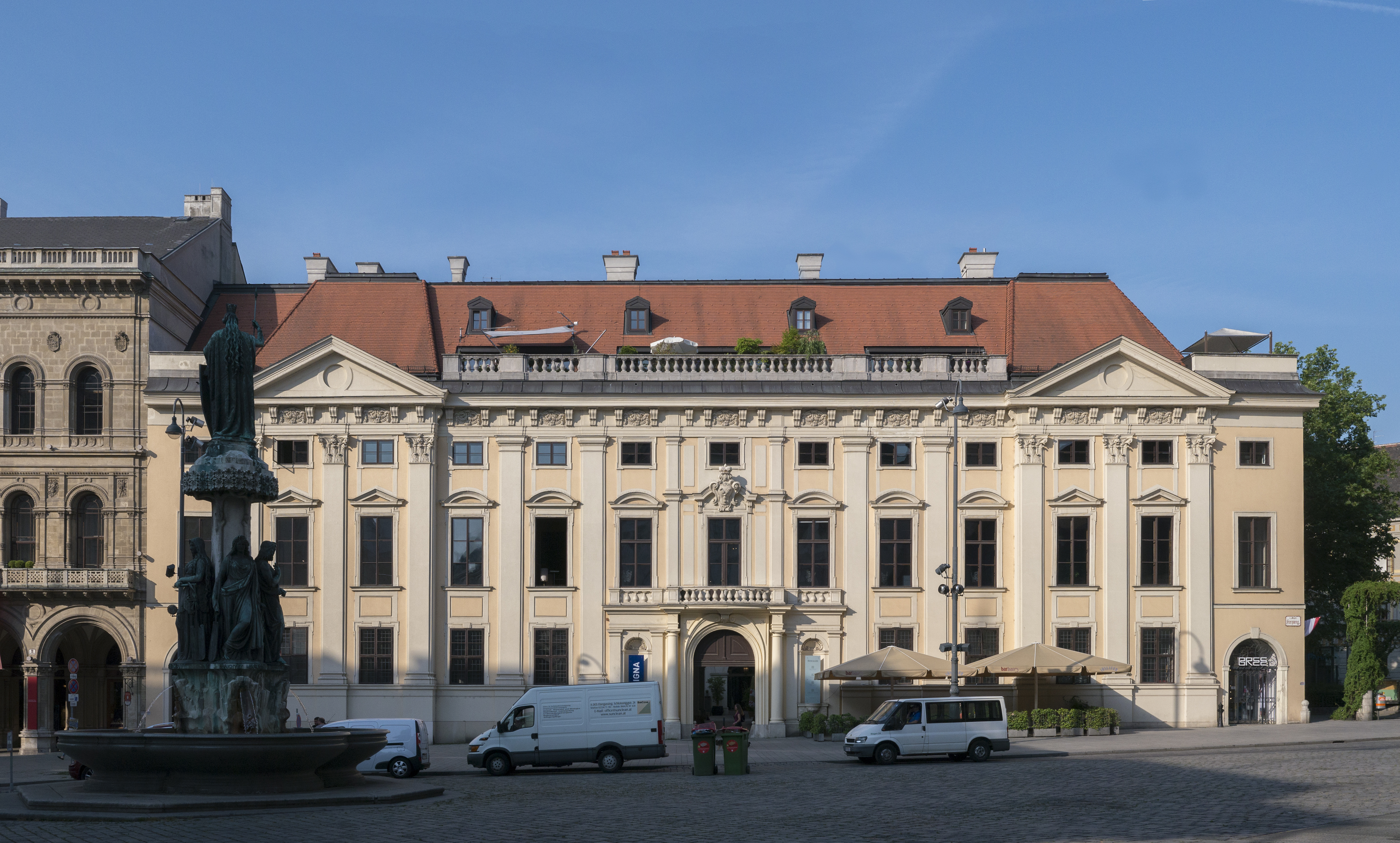
Palais Harrach

- „Palais Ferstel“ (frühere Oesterreichische Nationalbank, 1856–1860, Freyung 2, mit weiteren Eingängen Strauchgasse 4 und Herrengasse 14)
- Palais Harrach (1690–1702, Freyung 3)
- Palais Porcia (1546, Herrengasse 23)
- Palais Kinsky (früheres Palais Daun, 1713–1716, Freyung 4)
- Palais Schönborn-Batthyány (1692–1693, Renngasse 4)
- Palais Windisch-Graetz (1703, Renngasse 12)